# ロラ・モラ
- ローラ・モラ

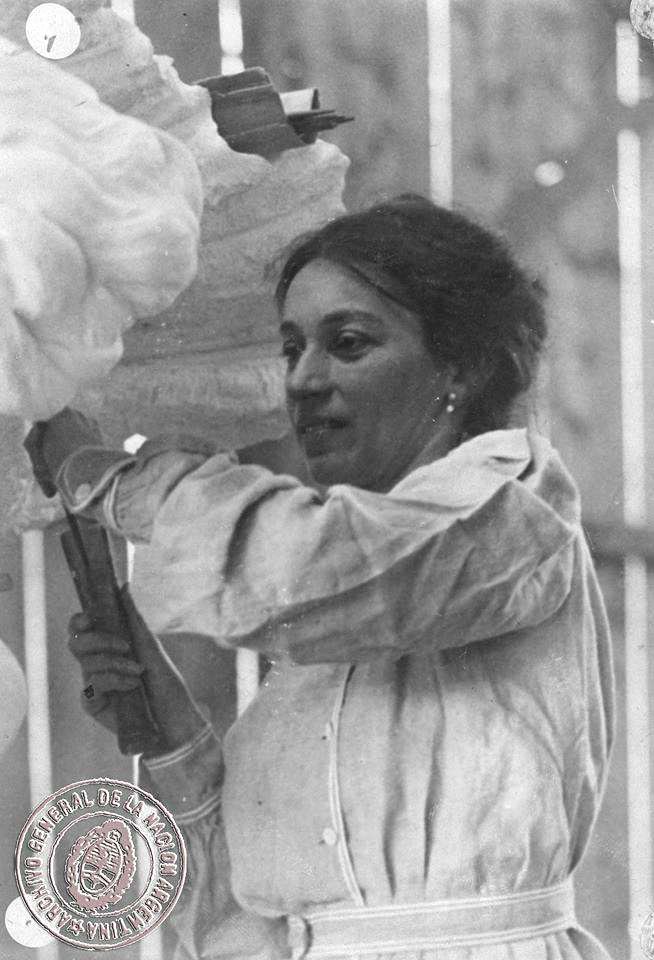
アトリエで作業するモラ(1903年)

ロラ・モラ（Lola Mora、1866年11月17日 - 1936年6月7日）とは、アルゼンチンの彫刻家。美術分野における女性の反逆者、パイオニアといわれる。

## 生涯
1866年、トゥクマン州の生まれ。出生名はドロレス・カンデラリア・モラ・ベガ（Dolores Candelaria Mora Vega）。父親はスペイン系の大地主アレハンドロ・ベガ。母親はレジーナ・ベガ。7人兄弟（息子3と娘4）の上から3番目。当時としては珍しく、両親は女子にもできる限り最高の教育を受けさせるべきだと決めていた。1870年、ロラが4歳の時に家族はサン・ミゲル・デ・トゥクマンに引っ越す。7歳でトゥクマン州のサルミエント学校の寄宿学校に入る。1885年、両親が2日間のうちに相次いで死亡。姉のポーラ・モラ・ベガが技師のギリェルモ・リュケルと結婚し、姉妹兄弟の面倒をみる。
20歳で肖像画を描き始めるが、すぐに大理石と花崗岩の彫刻に転向。最初、地元で美術を学んでいたが、奨学金を得てイタリアのローマに留学し、コスタンティーノ・バルベラやジュリオ・モンテヴェルデに師事する。1900年、アルゼンチンに帰国すると、政府からトゥクマン歴博物館のために浅いレリーフ2枚を創るよう依頼される。
キャリアが高まるにつれ、彫刻の肉感的スタイルと女性アーティストとしての地位が物議を醸すようになる。1903年、ブエノスアイレスのネレイデスの泉は、市の審議会で問題とされ場所を転々とした。
晩年は、サルタ州の石油試掘調査への投資などのビジネスに参加し、引退後は年金でなんとか暮らした。
ブエノスアイレスで貧困のうちに名も知れず死去。彼女の手紙類、記念品、日記などは知人が燃やし灰になった。
モラは特許をいくつか取得していた。その中には、上記の柱を使用してスクリーンなしで映画を映写するシステム、鉱業用のシステム、などがある。

## レガシー
1996年、アルゼンチンの映画監督ハビエル・トーレが映画『Lola Mora』を製作した。

## ギャラリー

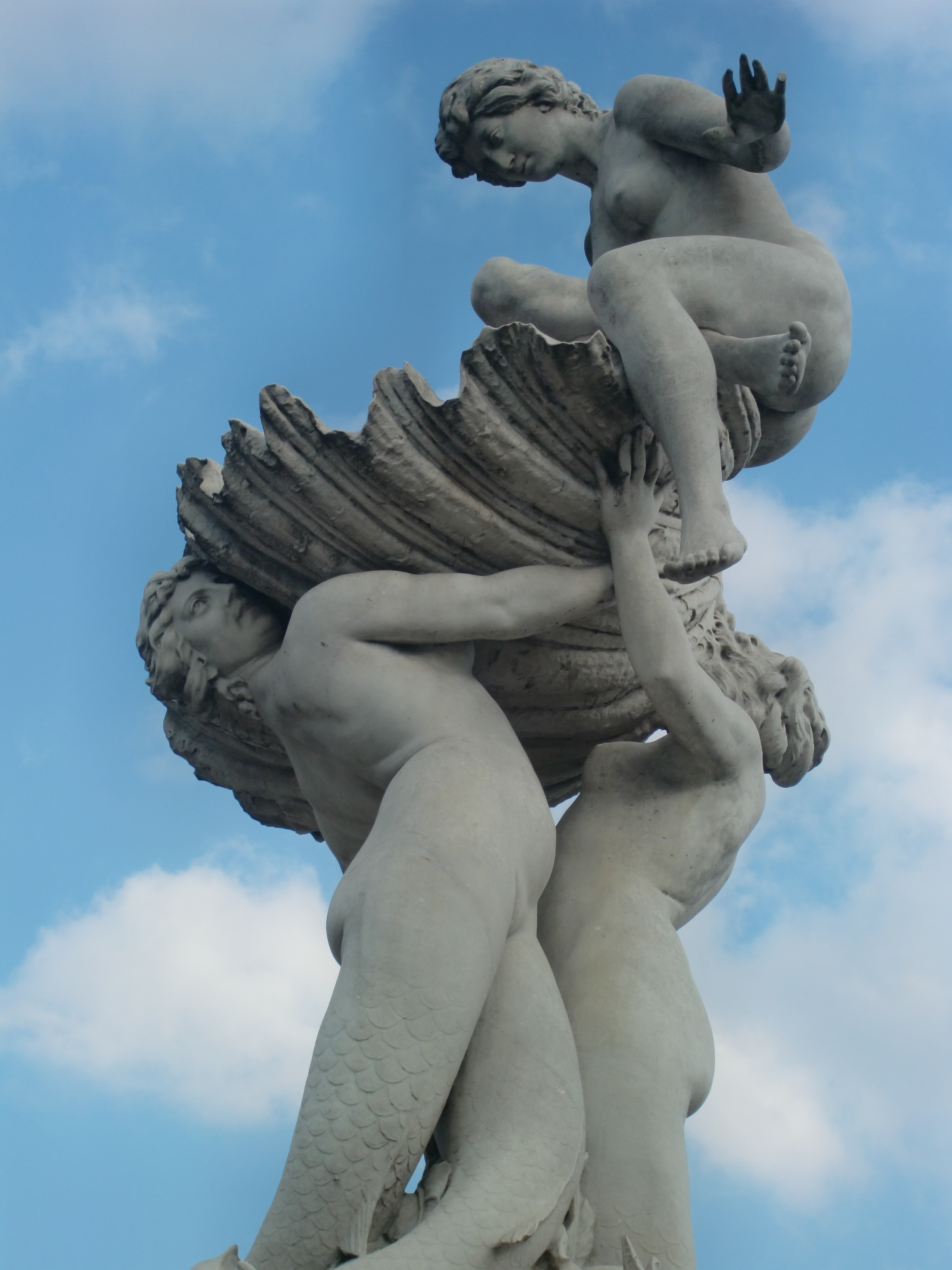
ネレイデスの泉(ブエノスアイレス)
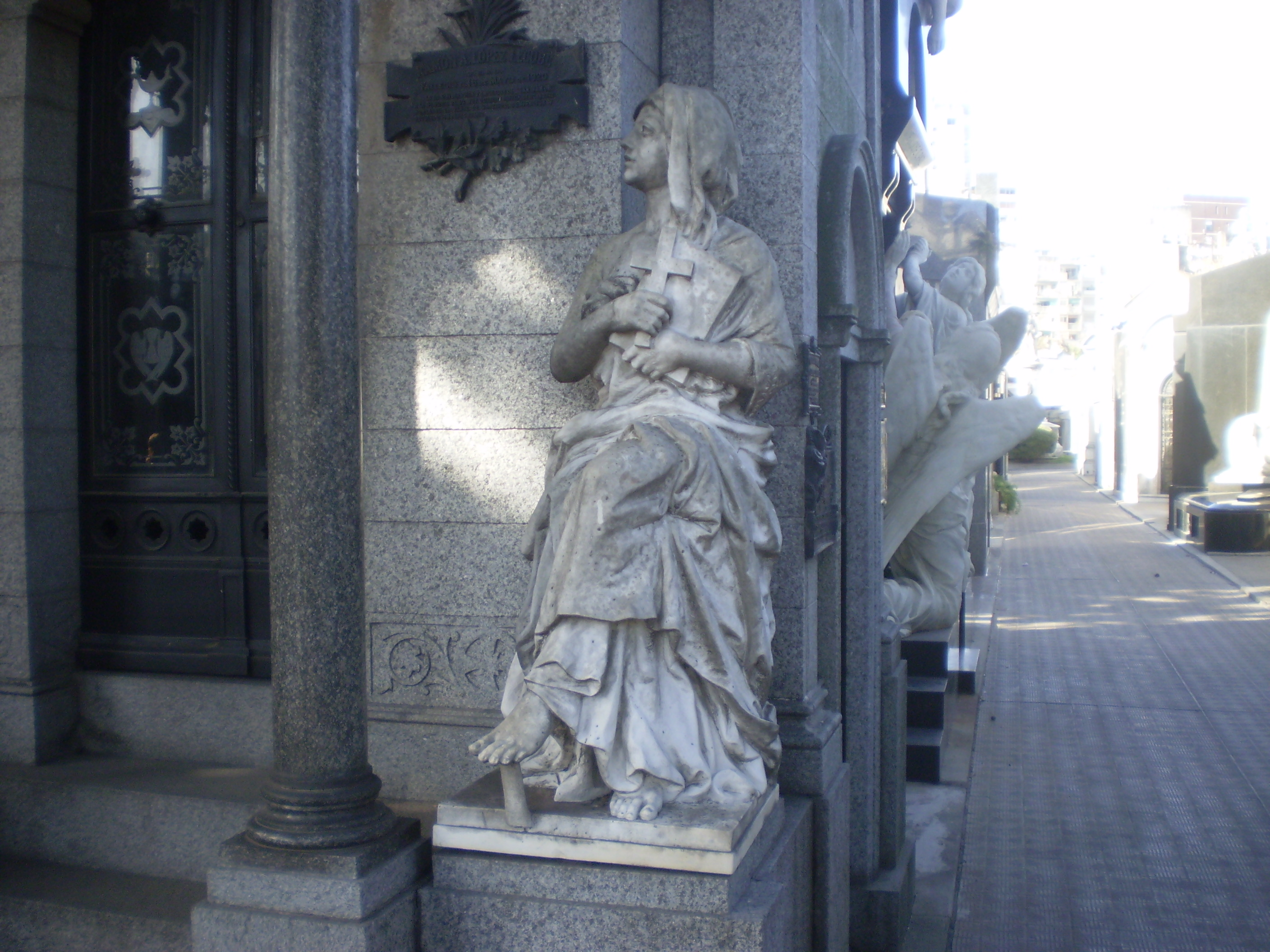
彫刻(ブエノスアイレス、レコレータ墓地)
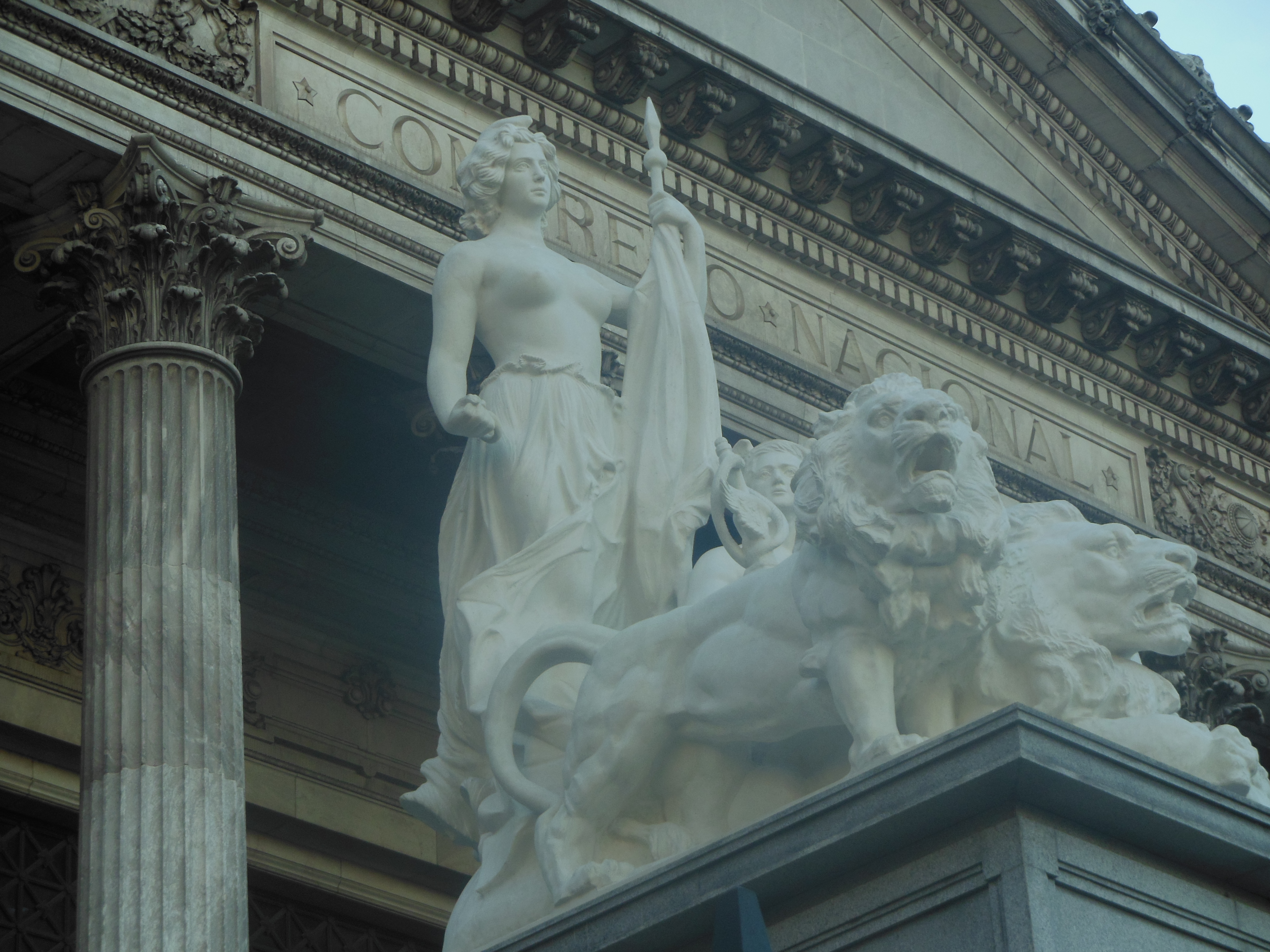
自由と進歩の女神(アルゼンチン国会議事堂)
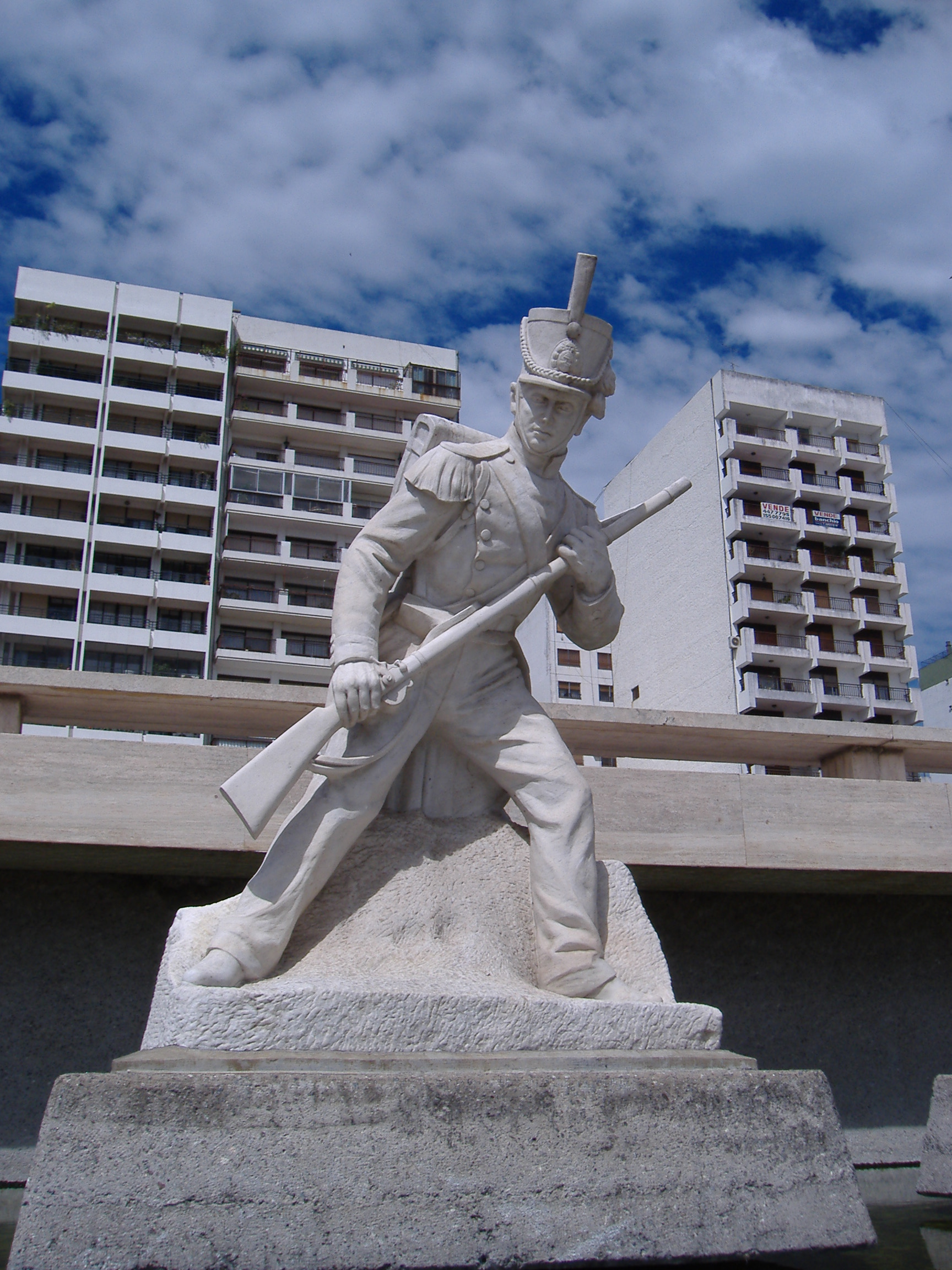
擲弾兵 (アルゼンチン陸軍)
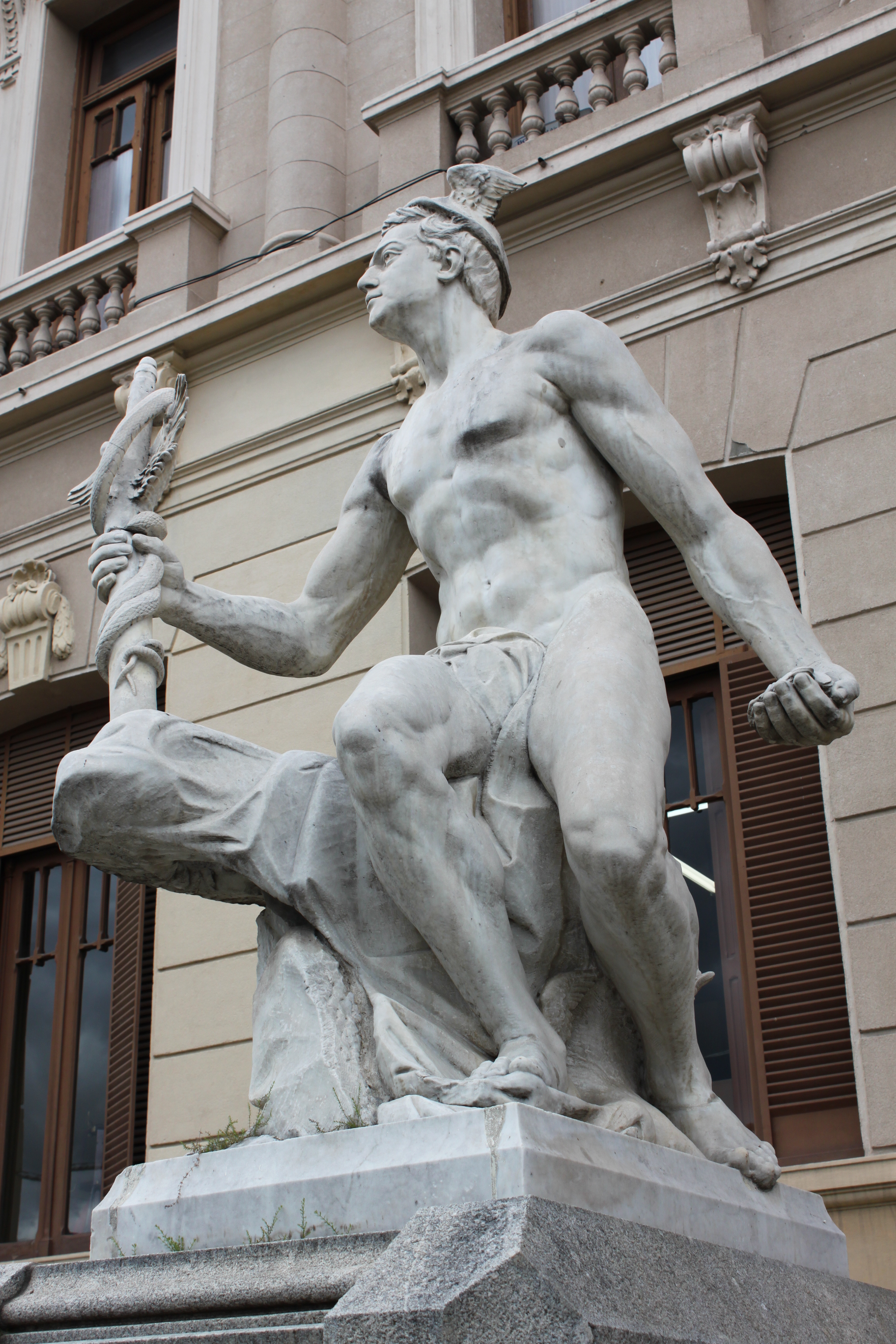
El進歩像(フフイ)
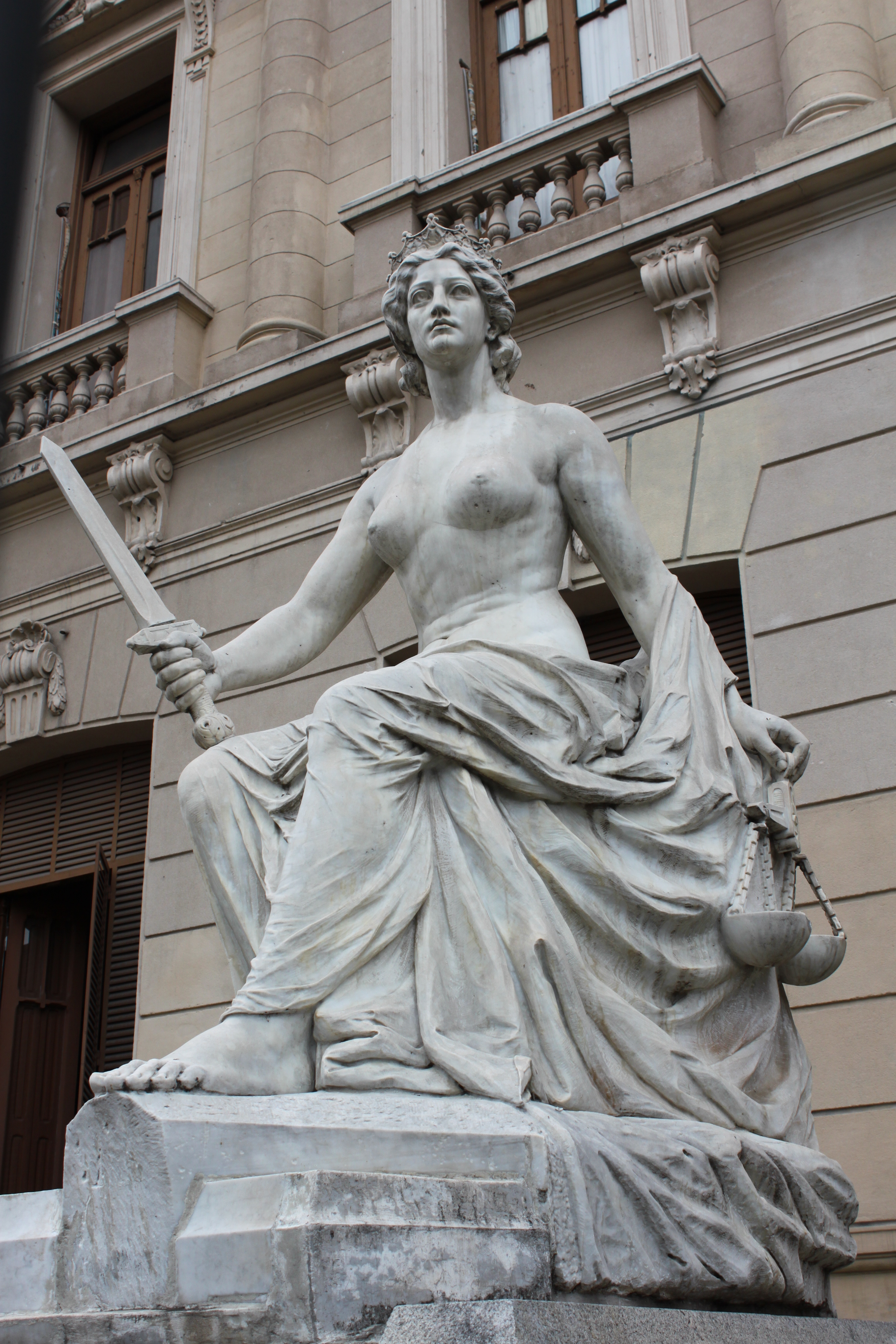
正義の女神像(フフイ)
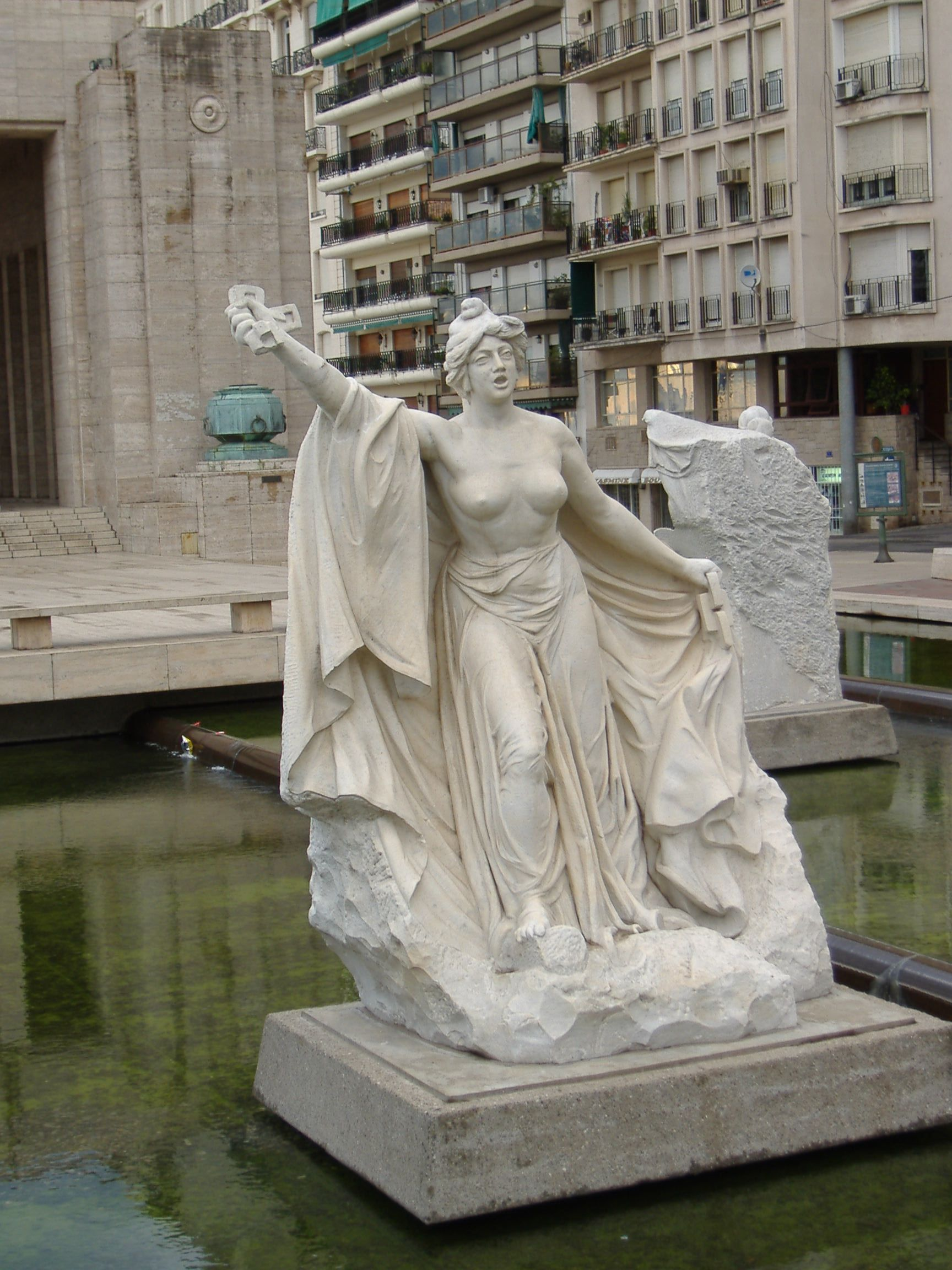
自由の女神像（ロサリオ）